# Serpico
Cet article concerne le film de 1973 avec Al Pacino. Pour la série, voir Serpico (série télévisée).
Pour plus de détails, voir Fiche technique et Distribution.
Serpico est un film policier italo-américain réalisé par Sidney Lumet et sorti en 1973.
Le scénario s'inspire du livre du même nom de Peter Maas, racontant l'histoire réelle du policier Frank Serpico. Ce dernier avait entrepris de dénoncer la corruption générale qui régnait au sein de la police de New York. Il a notamment témoigné à cet effet devant la commission Knapp, qui avait comme mission d'enquêter sur ces allégations.
Le film est un succès critique et public. Il reçoit deux nominations aux Oscars. Plébiscité pour sa performance, Al Pacino reçoit notamment le Golden Globe du meilleur acteur dans un film dramatique.
Une série télévisée du même nom est diffusée de 1976 à 1977 sur le réseau NBC.

## Synopsis
Frank Serpico, policier du NYPD, refuse obstinément la corruption de ses pairs. Policier de terrain, il s'habille en civil et adopte dans ses fonctions un style vestimentaire qui lui permet de se fondre dans la population qu'il surveille. De plus en plus isolé par ses prises de position, il finit par traverser une véritable descente aux enfers. Après onze ans d'une lutte quasi solitaire, Serpico voit son intégrité officiellement reconnue par ses supérieurs.

## Fiche technique
Sauf indication contraire, les informations mentionnées dans cette section peuvent être confirmées par la base de données cinématographiques IMDb,  présente dans la section « Liens externes ».
- Titre original et français : Serpico
- Réalisation : Sidney Lumet
- Scénario : Waldo Salt et Norman Wexler, d'après le livre Serpico de Peter Maas
- Musique : Míkis Theodorákis, thème de Giacomo Puccini
- Décors : Charles Bailey
- Costumes : Anna Hill Johnstone
- Photographie : Arthur J. Ornitz
- Montage : Dede Allen, Richard Marks (coéditeur)
- Producteurs : Dino De Laurentiis, Roger M. Rothstein et Martin Bregman
- Sociétés de production : Paramount Pictures et CIC
- Distribution : Paramount Pictures, CIC
- Pays de production :  États-Unis,  Italie
- Langues originales : anglais, espagnol, italien
- Format : couleur - 1,85:1 - son mono
- Budget : ~ 1 000 000 $ US
- Genre : drame, policier, biopic, thriller
- Durée : 125 minutes
- Dates de sortie :
  - États-Unis : 5 décembre 1973[1]
  - France : 22 mai 1974[1] puis 9 janvier 2008 (reprise)

## Distribution
- Al Pacino (VF : Sylvain Joubert) : Frank Serpico
- John Randolph (VF : André Valmy) : Sidney Green
- Jack Kehoe (VF : Francis Lax) : Tom Keough
- Biff McGuire (VF : Henri Crémieux) : inspecteur McClain
- Barbara Eda-Young (VF : Béatrice Delfe) : Laurie
- Cornelia Sharpe (VF : Brigitte Morisan) : Leslie Lane
- Tony Roberts (VF : Sady Rebbot) : Bob Blair
- John Medici (VF : Pierre Jolivet) : Pasquale Serpico, le frère de Frank
- Allan Rich (VF : William Sabatier) : Tauber
- Norman Ornellas (VF : Jacques Ferrière) : Don Rubello
- Ed Grover (VF : Jacques Deschamps) : Lombardo
- Hank Garrett (VF : Nicolas Vogel) : Malone
- Damien Leake : Joey
- Joseph Bova (VF : Bernard Murat) : Potts, le voyeur des WC
- Gene Cross : le capitaine Tolkin
- Woodie King Jr. (en) (VF : Med Hondo) : Larry
- James Tolkan (VF : Jean Lagache) : lieutenant Steiger
- Ed Crowley (VF : Daniel Brémont) : Barto
- Bernard Barrow (VF : Jean-Paul Coquelin) : le commissaire Roy Palmer
- Sal Carollo (VF : Jean Michaud) : M. Serpico, le père de Frank
- Mildred Clinton : Mrs. Serpico, la mère de Frank
- Nathan George : le lieutenant Nate Smith
- Gus Fleming (VF : Jean-François Poron) : le Dr Metz
- Richard Foronjy (VF : Jacques Richard) : Rudy Corsaro
- Alan North : Brown
- Lewis J. Stadlen (VF : Maurice Sarfati) : Berman
- John McQuade (VF : Jean Martinelli) : le commissaire Kellogg
- Ted Beniades (VF : Georges Atlas) : Al Sarno
- John Lehne : Gilbert
- M. Emmet Walsh (VF : Louis Arbessier) : Gallagher
- George Ede (VF : Yves Brainville) : Daley
- Charles White (VF : Georges Chamarat) : le préfet Delaney
- Jaime Sánchez : un policier
- Barnaby : Alfie (Le chien de berger anglais de Serpico)

### Acteurs non crédités
- F. Murray Abraham (VF : Alain Nobis) : un collègue de Serpico
- Judd Hirsch (VF : Bernard Woringer) : un policier dans le couloir de l'hôpital
- Tom Signorelli (VF : Jean-Louis Maury) : le bookmaker
- Sam Coppola : un policier

## Production
John G. Avildsen est initialement choisi comme réalisateur. Cependant, après des désaccords avec le producteur Martin Bergman, il est remplacé par Sidney Lumet et « rétrogradé » au poste d'assistant réalisateur.
Le tournage a lieu à New York : à Manhattan (Lewisohn Stadium, Central Park West, Washington Square Park, ...), dans le Bronx (Joyce Kilmer Park), Brooklyn (Greenpoint), dans le Queens (Ditmars Station, Hell Gate Bridge). Si, dans l'histoire, Frank Serpico est de plus en plus chevelu et barbu au fil des années, les scènes ont été en fait tournées dans l'ordre chronologique inverse. En réalité, Al Pacino a commencé le tournage en ayant des longs cheveux et une barbe épaisse puis, au fur et à mesure, subissait des rafraîchissements pour en arriver finalement aux cheveux courts plaqués sur le côté (comme Michael Corleone) afin de tourner la scène où Serpico reçoit son diplôme à l'école de police.

## Accueil

### Critique
Le New York Times a salué la performance d'Al Pacino. Beaucoup considèrent le rôle de Serpico comme l'un des meilleurs de l'acteur, et admirent l'intensité que Lumet a donnée au récit. Hormis Serpico et Burnham, tous les personnages ont été dotés de pseudonymes.

### Box-office
Serpico va marquer le début d'une longue série de succès au cinéma pour Lumet, qui obtient grâce à ce film le « final cut » sur ses réalisations.
Aux États-Unis, le film enregistre ~ 27 274 150 $ US au box-office. En France, il attire 219 809 spectateurs en salle

## Distinctions

### Récompenses
- National Board of Review Awards 1973 : meilleur acteur pour Al Pacino[8].
- Golden Globes 1974 : meilleur acteur dans un film dramatique pour Al Pacino[9].
- David di Donatello 1974 : meilleur acteur étranger pour Al Pacino[10].
- Writers Guild of America Awards 1974 : meilleur scénario adapté pour Waldo Salt et Norman Wexler[11].

### Nomination
- Oscars 1974 : Oscar du meilleur acteur pour Al Pacino et meilleur scénario adapté
- Golden Globes 1974 : meilleur film dramatique

## Commentaires
Durant le générique de fin, Frank Serpico est assis avec son chien devant le paquebot France, symbolisant ainsi son exil vers l'Europe.
On peut voir une image christique très « années 1970 », dans le visage de Serpico, qui est au fil du temps encadré par de longs cheveux et mangé par la barbe.